# Parada de Angulema
Angulema es una parada de las líneas Ibaiondo - Salburua y Abetxuko - Unibertsitatea del tranvía de Vitoria, operado por Euskotren Tranbia. Fue inaugurada el 23 de diciembre de 2008 junto a todas las estaciones que comprenden el ramal Centro y el ramal de Lakua, hasta la de parada de Ibaiondo. Hasta el 15 de febrero de 2020 era la parada final de ambas líneas, hasta que el 15 de febrero de 2020 se inauguró el ramal sur hasta la universidad (con paradas en Florida, Hegoalde y Unibertsitatea).

## Localización
Se encuentra ubicada en la Calle Angulema.

## Líneas
| Líneas que prestan servicio en la parada de Angulema |            |       |             |                |
| << Cabecera                                          | < Anterior | Línea | Siguiente > | Cabecera >>    |
| Ibaiondo                                             | Parlamento | TVG   | Florida     | Salburua       |
| Abetxuko                                             | Parlamento | TVG   | Florida     | Unibertsitatea |